# Fango (racconti)
Fango è una raccolta di racconti di Niccolò Ammaniti pubblicata nel 1996. È composto dai seguenti 6 racconti: L'ultimo capodanno dell'umanità, Rispetto, Ti sogno, con terrore, Lo zoologo,  Fango (Vivere e morire al Prenestino) e Carta e ferro.

## Trama

### L'ultimo capodanno dell'umanità
Narra lo svolgersi della notte di capodanno nel "Comprensorio delle Isole", a Roma. Le varie feste organizzate per festeggiare la notte di San Silvestro hanno come elemento comune la presenza di tratti grotteschi, tragici, violenti. Alla fine, il destino di tutti i presenti nel comprensorio sarà comune: due giovani amici, sotto l'effetto di un solvente per vernici, gettano della dinamite nella caldaia e fanno esplodere il comprensorio.

### Rispetto
Il più crudo dei sei racconti. Narra l'efferata notte di alcuni ragazzi che, a conclusione di una notte passata in discoteca, si danno allo stupro e a violenze disumane su tre ignare ragazze.

### Ti sogno, con terrore
Una giovane ricercatrice italiana che vive a Londra è ossessionata dalla frequenza dei suoi sogni erotici che la vedono protagonista con il suo ex; nello stesso tempo la giovane viene a conoscenza della probabile colpevolezza proprio del suo ex in alcuni efferati delitti avvenuti in Italia. In uno dei suoi incubi peggiori, però, sarà lei che risulterà in realtà la serial killer.

### Lo zoologo
Alla vigilia dell'esame di zoologia, ultimo prima della laurea, uno studente viene ucciso da tre naziskin dopo essersi intromesso nel pestaggio di questi ultimi nei confronti di un barbone. Grazie ai riti del barbone, conoscitore di antiche magie, l'anima dello studente ritorna nel corpo e lo trasforma in uno zombie. In questa nuova veste lo studente supera l'esame, si laurea e diventa un brillante ricercatore.

### Fango (Vivere e morire nel Prenestino)
Un giovane malavitoso pagherà a caro prezzo il tradimento nei confronti del suo boss.

### Carta e ferro

#### Carta
È il racconto di una disinfestazione fatta da un gruppo di uomini della Usl in un appartamento in cui vive una donna molto disturbata mentalmente a causa del decesso dei suoi famigliari in un incidente stradale.

#### Ferro
Un uomo alla ricerca di sesso a pagamento finirà per capitare nelle mani di una famiglia molto originale, innamorandosi perdutamente di una donna condannata alla verginità a causa di alcune protesi.

## Filmografia
Nel 1998, due anni dopo la pubblicazione del libro, esce il film L'ultimo capodanno diretto da Marco Risi, che prende spunto dal primo racconto di Fango, L'ultimo capodanno dell'umanità.

## Citazioni
Verso la fine di L'ultimo capodanno dell'umanità viene citato Subotnik, il chirurgo antagonista del primo romanzo di Ammaniti, Branchie; viene inoltre citata una barzelletta tratta da esso.

## Edizioni
- Niccolò Ammaniti, Fango, Arnoldo Mondadori Editore, 1999,  p. 317, ISBN 978-88-04-46864-6.

## Riconoscimenti
Nel 1997 il libro è stato finalista al Premio Bergamo.